# Ferrari California
A Ferrari Californiát 2008-ban a Párizsi Autószalonon mutatták be. Nevét az 1950-es évek második felében gyártott Ferrari 250 GT-ről kapta. A California a Ferrari első kemény tetős kabriója. A kocsit elöl-középen elhelyezett, benzinüzemű, közvetlen befecskendezésű 4,3 literes V8 motor hajtja, mely 340 kW (450 LE) teljesítményt ad le a hátsókerék-hajtású járműnek.

## Gyártás
A California gyártását Maranellóban, a jelenlegi gyár mellett felépített új gyártósoron tervezik. A jelenlegi gyártósorról napi 27 kocsi gördül le, azaz évente mintegy 6000. Az első két évben 5000 California gyártását tervezik, így a modell megjelenésével a Ferrari termelése 50%-kal növekszik. Több autós magazin szerint a modellre már 2012-ig vannak rendelések.